# Saint-Maurice-de-Dalquier
Vous pouvez aider à l'améliorer ou bien discuter des problèmes sur sa page de discussion.
- Il n'est pas vérifiable et peut contenir des informations totalement erronées. Il est fortement conseillé aux contributeurs d'étayer son contenu par des sources fiables. Sans cela, sa suppression pourrait être envisagée. (si vous venez d'apposer le bandeau, veuillez cliquer sur ce lien pour créer la discussion et en afficher les indications). (Marqué depuis avril 2020)

- Archive Wikiwix
- Bing
- Cairn
- DuckDuckGo
- E. Universalis
- Gallica
- Google
- G. Books
- G. News
- G. Scholar
- Persée
- Qwant
- (zh) Baidu
- (ru) Yandex
- (wd) trouver des œuvres sur Wikidata

Vous pouvez aider à l'améliorer ou bien discuter des problèmes sur sa page de discussion.
- Son contenu est peut-être sujet à caution et doit absolument être sourcé. Si vous connaissez le sujet traité ici, vous pouvez le retravailler à partir de sources pertinentes en utilisant notamment les notes de bas de page. (Marqué depuis avril 2020)

- Archive Wikiwix
- Bing
- Cairn
- DuckDuckGo
- E. Universalis
- Gallica
- Google
- G. Books
- G. News
- G. Scholar
- Persée
- Qwant
- (zh) Baidu
- (ru) Yandex
- (wd) trouver des œuvres sur Wikidata

Saint-Maurice-de-Dalquier est une localité d'environ 150 habitants qui appartient maintenant à la ville d'Amos, municipalité de la province de Québec, dans la municipalité régionale de comté (MRC) d'Abitibi de la région administrative d'Abitibi-Témiscamingue. Elle est située environ à 16 km au nord-ouest de la ville et comprend une partie des cantons Duverny, Castagnier et Dalquier. On y accède principalement par la route 395 Nord, une route provinciale secondaire asphaltée. Certains résidents surnomment affectueusement leur village St-Momo.

## Histoire
Son histoire débute en 1916 lors de l'arrivée des premiers colons sur les rives de l'Harricana pour y vivre de l'industrie du bois, de l'agriculture, et même, un certain temps de l'exploitation minière. D'ailleurs, les prospecteurs de l'époque avaient surnommé l'endroit Bébitteville en l'honneur des grandes quantités de mouches et moustiques qui s'y trouvaient et qui s'y trouvent encore. En 2007, le 90e anniversaire de la paroisse y a été célébré pour l'occasion.

## Chronologie
- 1916 : arrivée du premier colon, Henry Plante venu de Sainte-Béatrix de Joliette
- 1918 : institution de la municipalité qui portait alors le nom de Corporation municipale de la partie est des Cantons-Unis de Figuery et de Dalquier
- 1934 : construction du premier pont en remplacement du service de chaland
- 1930 : attribution de Saint-Maurice comme patron de cette localité par Monseigneur Louis Rhéaume, évêque de Haileybury.
- 1950 : adoption du nom d'Amos-Est
- 1952 : construction du presbytère et de l'église, celle-ci sera complétée en 1960 par la construction du clocher et la finition du sanctuaire
- 1952 : construction de l'école Notre-Dame-de-la-Joie, dirigée par des religieuses de l'Institut de l'Immaculée de Gênes
- 1972 : fermeture de l'école Notre-Dame-de-la-Joie
- 1987 : fusion d'Amos et d'Amos-Est
- 2007 : fermeture du pont couvert Emery-Sicard[1] issue de la vague engendrée par l'effondrement du Viaduc de la Concorde
- 2011 : réouverture du pont couvert Émery-Sicard après rénovation.

## Histoire minière
Quoique les activités minières à Saint-Maurice-de-Dalquier se sont principalement passés au cours de deux périodes comprises entre 1930 et 1945 ainsi que de 1985 à 1990, à l'occasion on peut noter certaines activités d'exploration et de réévaluation de certains propriétés sur le territoire. 
- Ce sont quatre frères de Saint-Maurice-de-Dalquier qui furent à l'origine de la découverte d'un important gisement de zinc et de cuivre dans le canton Barraute. En 1950, Adjutor, Gérard, Lionel et Lucien Leclerc découvrirent ce qui allait devenir deux ans plus tard, la mine Barvue, une mine à ciel ouvert. Cette dernière a entrainé la création de la municipalité de Barville en 1953.

- À la fin des années 80, une minière du nom de Sphinx effectua des travaux sur la propriété Duvay qui soulevèrent une vague d'inquiétude chez les habitants du village. Elle utilisait une méthode d'extraction de l'or à bas prix, la cyanuration, grâce à de grands bassins extérieurs où une solution de cyanure très diluée y était versée pour permettre de recueillir l'or au point d'écoulement. L'opération permit en 1990 de recueillir 11,3 kg d'or[2].

- Fait intéressant, en 2007, Mines Abcourt, l'actuel propriétaire de la mine Barvue, a pris une option sur les propriétés Jonpol et Paramount. Ces deux propriétés avec des valeurs en or, en argent, en cuivre et en zinc comprennent un total de 24 claims couvrant une superficie de 880 hectares dans les rangs I et II du canton Dalquier près de Saint-Maurice-de-Dalquier. Elles pourraient servir de propriétés satellites pour l'éventuel projet Abcourt-Barvue où la construction d'une usine de traitement de minerai et d'une mine à ciel ouvert est envisagée

## Histoire forestière
Les forêts publiques à proximité du village sont maintenant exploitées principalement par Matériaux Blanchette, une scierie basée à Amos. Les essences les plus exploités sont les forêts de pin gris où le sol est sablonneux et les forêts d'épinette noire où le sol est plus marécageux, soit deux types de forêts très communes dans ce coin. On y retrouve aussi d'importantes forêts de Thuya du Canada, communément appelées cédrières par les gens de la région.

## Sources
- Gaston Duchemin (Mgr), P.A., Monique Laliberté, S.A.S.V., et autres., Le Diocèse d'Amos fête ses cinquante ans, Imprimerie Gaby, Amos, 1989 (aucun ISBN)
- Denys Chabot, L'Abitibi minière, Société d'histoire et de généalogie de Val-d'Or, Val-d'Or 2002,  (ISBN 2-9804719-5-X)